# Isaac Merritt Singer
Isaac Merrit Singer (Pittstown, 27 ottobre 1811 – Paignton, 23 luglio 1875) è stato un inventore e imprenditore statunitense.

## Biografia
Marito della modella Isabella Eugénie Boyer, nel 1851 brevettò la macchina per cucire domestica, azionata tramite pedale e nello stesso anno fondò la I. M. Singer, società produttrice di macchine per cucire. Nel 1863 Singer impose un taglio ancor più imprenditoriale ed aumentò la produttività dell'azienda, che prese il nome di Singer Manifacturing Company.